# Montirat (Aude)
Montirat  ist eine französische Gemeinde mit 67 Einwohnern (Stand 1. Januar 2022) im Département Aude in der Region Okzitanien. Sie gehört zum Arrondissement Carcassonne und zum Kanton  La Montagne d’Alaric.

## Nachbargemeinden
Nachbargemeinden von Montirat  sind Fontiès-d’Aude im Nordosten, Monze im Süden, Mas-des-Cours im Südwesten und Palaja im Westen.

## Bevölkerungsentwicklung
| Jahr      | 1962 | 1968 | 1975 | 1982 | 1990 | 1999 | 2013 |
| Einwohner | 79   | 88   | 77   | 41   | 49   | 60   | 73   |